# Barile (Potenza)
Barile is een gemeente in de Italiaanse provincie Potenza (regio Basilicata) en telt 3250 inwoners (31-12-2004). De oppervlakte bedraagt 24,6 km², de bevolkingsdichtheid is 135 inwoners per km².
De volgende frazioni maken deel uit van de gemeente: cerrocigliano.

## Demografie
Barile telt ongeveer 1211 huishoudens. Het aantal inwoners daalde in de periode 1991-2001 met 1,0% volgens cijfers uit de tienjaarlijkse volkstellingen van ISTAT.
| Jaar | Inwoneraantal |
| ---- | ------------- |
| 1991 | 3262          |
| 2001 | 3229          |

## Geografie
Barile grenst aan de volgende gemeenten: Ginestra, Rapolla, Rionero in Vulture, Ripacandida, Venosa.